# История Византия
История Виза́нтия охватывает период от основания города в VII веке до н. э. до 330 года, когда римский император Константин I Великий перенёс в Византий столицу своей империи. С древнейших времён Босфор был стратегически важной торговой артерией, и контроль его берегов сулил преимущество над конкурентами во всей черноморской торговле. Основанный в середине VII века до н. э. мегарскими колонистами, Византий благодаря своему выгодному местоположению быстро превратился в важный торговый центр античного мира. Значительно пострадав во время греко-персидских войн, в дальнейшем Византий стал ареной острой борьбы между Афинами и Спартой, несколько раз переходя из рук в руки этих могущественных держав. С ростом значения торговли в экономике Византия роль землевладельческой аристократии уменьшалась, а демократически настроенная прослойка купцов и мореходов, напротив, укрепляла свои позиции. Добившись независимости от Афин и разбогатев на посреднической торговле, византийцы столкнулись с территориальными притязаниями со стороны набиравшей силу Македонии.
В эллинистическую эпоху город долгое время сохранял свою самостоятельность, но вёл частые войны как с пришлыми племенами, так и с другими греческими государствами. Попав под контроль Рима, процветавший Византий продолжительное время пользовался внутренней автономией, пока после долгой осады не был разрушен императором Септимием Севером. Так и не восстановившись после этой катастрофы, при императоре Константине I Великом город стал местом закладки новой столицы Римской империи — Константинополя.

## Освоение берегов Босфора и первые поселения

Греческие колонии Пропонтиды

Первые поселения на территории современного Стамбула появились в период неолита (ориентировочно между 6400 и 5800 годами до н. э.). Уже тогда местные жители обрабатывали землю, разводили скот и ловили рыбу на берегах реки, протекавшей на месте нынешнего Босфора и впадавшей во внутреннее озеро, существовавшее на месте нынешнего Мраморного моря. Позже, когда финикийские и греческие купцы начали осваивать морской торговый путь из Эгейского в Чёрное море, на берегах Босфора возникли их первые склады товаров и небольшие укреплённые поселения, обеспечивавшие нужды мореходов. Финикийцы называли Чёрное море Ашкенас («Море севера»), а древние греки — Понт Эвксинский («Море гостеприимное»). Согласно древнегреческой мифологии, когда через Босфор переправлялась Ио, дочь Инаха, богиня Гера, приревновавшая её к Зевсу, превратила красавицу в корову, отчего пролив и получил название «коровий проход» или «коровий брод». Обнаруженный древними мореходами удобный залив, глубоко врезавшийся в сушу у слияния вод Босфора с водами Мраморного моря, они назвали Золотым Рогом (Страбон называл его Рогом Византия).
Уже легенды об аргонавтах и Симплегадах свидетельствуют о том, что древним грекам был хорошо знаком путь через проливы в Колхиду. О плаваниях греческих судов в водах Понта писали античные историки Гекатей Милетский и Гелланик, а также поэты Евмел Коринфский и Гесиод. Корабли греческих полисов везли в Северное Причерноморье ремесленные изделия (керамические вазы, холодное оружие, ткани), вина и оливковое масло, а обратно — зерно, строевой и корабельный лес, скот, пушнину, солёную рыбу, мёд и воск, а также рабов. Полномасштабное освоение греками берегов Геллеспонта, Пропонтиды и Босфора Фракийского началось в эпоху «великой колонизации» (VIII—VII века до н. э.). Первенство в заселении этого региона принадлежало выходцам из Милета, которые основали Кизик, Артаку, Проконнес и Парион, а несколько позже — Абидос, Лампсак, Колоны, Приап и Киос. Вторую волну колонизации возглавили союзники милетцев — выходцы из Мегар, высокоразвитого торгово-ремесленного центра, основавшие Астак и Селимбрию. В освоении северного побережья Пропонтиды участвовали также враги мегарцев — выходцы из Самоса, основавшие Мигдонию (Перинф).

## Основание Византия

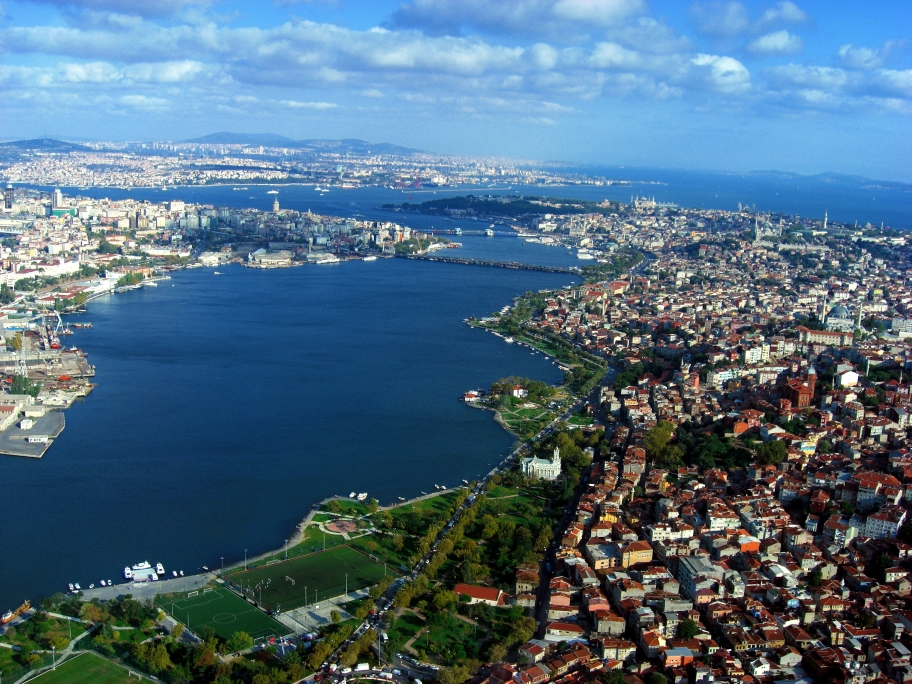
Современный вид на Золотой Рог и Босфор

Приблизительно в 685 году до н. э. (по другим данным — около 675 года до н. э.) мегарские колонисты попытались обосноваться на берегу Золотого Рога. Но вскоре они были вынуждены перебраться на азиатский берег Босфора и основать там другую колонию — Халкидон (Калхедон). По одной из версий, причиной стала невозможность малочисленных переселенцев противостоять местным фракийским племенам. Геродот назвал халкидонян «слепцами», не разглядевшими стратегической ценности района Золотого Рога с его естественной гаванью, обилием рыбы (особенно тунца), плодородными почвами и богатыми лесами. Однако, большинство современных исследователей главной причиной основания Халкидона называет наличие в тех местах довольно крупных месторождений медной руды (χαλκός по-гречески медь). Новый отряд колонистов, большинство из которых составляли выходцы из Мегар, после победы над фракийцами в 660 году до н. э. (по другим данным — в 659 или 657 году до н. э.) всё же основал город, названный Византием.
С историей выбора места для Византия связано множество древнегреческих легенд. Согласно одной из них, основателем города был храбрый воин и охотник Визант — сын Посейдона и нимфы Кероессы, дочери Зевса и Ио (своим именем он был обязан вскормившей его во Фракии нимфе Визии). Когда Визант совершал очередное жертвоприношение, появившийся орёл схватил сердце жертвенного быка и унёс его на вдающийся в Босфор мыс. Визант принял это за божественное предопределение и основал на этом мысу город, названный в его честь (по мнению многих современных учёных, Визант — лишь мифическая фигура, и не он дал имя городу, а название города послужило основой для дальнейшего создания образа эпонимного героя). Согласно Дионисию Византийскому, Визант был членом экспедиции аргонавтов, а по словам Диодора Сицилийского, он принимал у себя аргонавтов уже как царь. В изложении Геродота и Евсевия Визант перед отплытием по древнему обычаю обратился к Дельфийскому оракулу, который ответил полководцу пророчеством: «Счастливы будут те, которые в том священном городе поселятся, на фракийском мысе, отовсюду омываемом водою, при устье Понта, где в изобилии водятся рыбы и олени…»
Причалив к европейскому берегу Босфора, Визант расположился лагерем между устьями рек Кидарис и Барбис, приступив к положенному в таких случаях жертвоприношению. Прилетевший коршун (или ворон) схватил животное и отнёс его на мыс, что и заставило Византа изменить свой первоначальный план и заложить город на холме у пролива. По версии Страбона и вторящего ему Тацита, когда мегарцы обратились к оракулу за советом по поводу местоположения будущей колонии, тот ответил им: «Постройте город напротив слепых». Прибыв на место, Визант понял, что оракул имел в виду колонистов, основавших Халкидон на азиатском берегу Босфора, и повелел заложить город напротив них. Место, куда причалили корабли первых колонистов, в античном Византии называлось Гестия, и позже на этом месте были сооружены жертвенники (по одной легенде, это были жертвенники каждого из городов, участвовавшего в основании колонии, по другой — это были жертвенники семи знатных мегарских родов). С высокой вероятностью можно утверждать, что среди первых переселенцев, обосновавшихся в Византии, были также выходцы из Беотии, Коринфа и Аргоса (через аргосцев в городе распространились культы Геры и Зевса Афасия). Согласно Аристотелю, когда довольно значительная прослойка новых переселенцев (эпойков) открыто выступила против полноправных граждан Византия, те силой изгнали эпойков за пределы города.
Выгодное местоположение на Босфорском мысу и благоприятные природные условия позволили Византию довольно быстро стать одной из наиболее значительных греческих колоний Пропонтиды и Понта. Здесь оседали моряки и рыбаки, купцы и ремесленники, что способствовало росту населения города. Мегары выступали как переселенческий центр, который организовывал и направлял поток колонистов в Византий. Греки вели ожесточённую борьбу с населявшими этот край фракийскими племенами (особенно с воинственными финами), которые неоднократно осаждали город, нападали на торговые суда и купеческие караваны, а также устанавливали на берегах Босфора и Золотого Рога ложные сигнальные огни, заманивая корабли в ловушку. Несколько раз на помощь Византию приходил флот соседнего Халкидона. После ряда сражений большинство фракийцев покинули эту местность, а оставшиеся признали власть греков Византия (Афиней, ссылаясь на Филарха, утверждал, что византийцы господствовали над порабощёнными фракийцами, как спартанцы над илотами). Акрополь древнего Византия располагался на месте нынешнего дворца Топкапы, точнее — вокруг церкви Святой Ирины, где раньше находились многочисленные храмы, стадион и гимнасий. Между Босфорским мысом и тем местом, где сегодня начинается Галатский мост, располагались три гавани, служившие в классический и эллинистический периоды портом Византия.

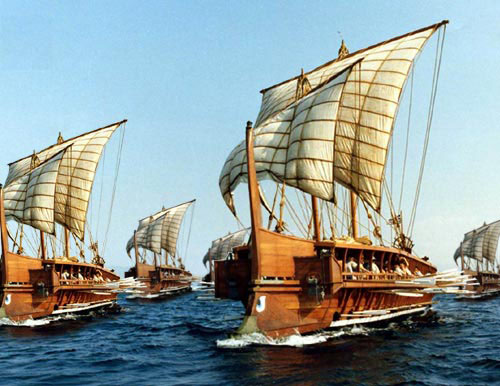
Греческие триеры (реконструкция)

Уже первые жители Византия обнесли город мощными каменными стенами со сторожевыми башнями и опоясали его глубокими рвами (наиболее неприступные участки прикрывали мыс с суши). Павсаний писал, что только грандиозные стены Месини превосходили укрепления Византия. Появилась даже легенда, что стены города были сооружены при помощи Посейдона и Аполлона, и поэтому их называли «богоданными». Вокруг города располагались поля, виноградники, сады и пастбища, по словам Дионисия Византийского и Полибия, здесь собирали хорошие урожаи зерна, фиников, шелковицы, инжира, плодов земляничного дерева, рос лавр и кипарис, в лесах водились кабаны и олени, в водах Босфора и обоих морей — много рыбы, устриц и раков (очень скоро купцы Византия стали вывозить солёную рыбу на продажу в соседние города), в окрестностях добывали золото и медь. Даже на монетах Византия изображались тунец, бык и дельфин (два последних животных — как элементы герба города). В Византии существовал фонд государственной (городской) земли, который был разделён на наделы и обрабатывался прикреплёнными к ним государственными рабами. Но главную роль играла торговля, как морская (из Средиземноморья в Чёрное море), так и сухопутная (из Индии и Средней Азии в Европу), позволившая Византию (несмотря на враждебность варварских племён, окружавших город, и недостаток пресной воды) возвыситься среди других греческих колоний Пропонтиды и Понта. Чем более развивалось морское сообщение между городами Древней Греции и черноморскими колониями, тем большее значение приобретала прекрасная естественная гавань Золотого Рога, позволявшая судам укрываться от непогоды. Ни один торговый корабль, следовавший через Босфор, не мог без согласия властей Византия и уплаты налогов миновать город.
В конце VII — начале VI века до н. э. выходцы из Византия и Халкидона уже сами участвовали в заселении мегарских колоний в Причерноморье, в частности, Месембрии. В этот период понтийская торговля ещё не достигла большого оборота, но с расширением колонизации Причерноморья её объёмы постоянно росли. Постепенно Византий всё более отдалялся от Мегар, но в городе вплоть до начала нашей эры сохранялись некоторые учреждения, культы и топонимы, принесённые первыми переселенцами из метрополии. Например, большим влиянием пользовались культы Деметры Малофорос и Артемиды Ортосии, а также некоторые другие культы богов и героев (Гиппосфена и Сарона), характерные для Мегар. Гражданский коллектив делился на «сотни», что также было заимствованно из Мегар и стало характерным для их колоний. Получение византийского гражданства сопровождалось обязательной записью нового гражданина в сотню, любую, согласно его выбору (кроме того, население Византия, как и всякого дорического города, делилось на филы, фратрии и тиосы, имевшие свои общественные земли). Однако, мегарский элемент изначально не являлся доминирующим в Византии, а со временем ещё более был «разбавлен» притоком новых переселенцев, вливавшихся в состав населения полиса в период его экономического расцвета.

## Эпоха греко-персидских войн
Походы персидских царей Кира II и Камбиса II привели к образованию огромной державы, границы которой простирались от берегов Геллеспонта до Инда и от порогов Нила до берегов Чёрного и Каспийского морей. Под властью Персии оказались и греческие города Малой Азии, активно торговавшие с Византием (согласно некоторым сведениям, в частности, рассказу Геродота, и сам Византий оказался под протекторатом Ахеменидов). В 512 году до н. э. Дарий I предпринял большой поход против скифов, целью которого было установление власти персов над Балканами и черноморскими проливами. После переправы войск Дария через Босфор, когда в самом узком месте пролива был сооружён мост, персы захватили Византий. По одним источникам, покинутый жителями город был разрушен до основания, по другим, жители Византия признали власть персов и помогали им в строительстве переправы. И хотя скифский поход окончился для Дария неудачей, персы всё же сумели захватить берега Геллеспонта и побережье Фракии, отрезав греков от жизненно важного для них Понта.
Установление персидского контроля над проливами прервало долгую связь Мегар с Византием и Халкидоном, подорвало морскую торговлю греческой метрополии и постепенно привело к упадку экономики Мегар, сильно зависевших от контактов со своими колониями. Однако и персидское владычество над покорёнными землями не было столь уж безоблачным. Многие греческие города восстали против Ахеменидов; войскам полководца Мегабата, оставленного Дарием в Европе, даже пришлось штурмом брать Перинф (бывшая Мигдония) и силой усмирять остальные полисы. Вскоре другой персидский полководец, Отана, вновь столкнулся со стремлением греческих колоний во Фракии и на берегах черноморских проливов к независимости. И вновь персы силой подавили восстание, захватив на этот раз Византий и Халкидон (значительная часть покорённого населения была обращена в рабство). Когда в 499 году до н. э. вспыхнуло Ионийское восстание, одной из главных целей греков было освобождение Геллеспонта и Босфора от персидского контроля, ведь торговля ионийских городов и Афин с Понтом практически прекратилась, оказавшись в руках их извечных соперников — ставших союзниками персов финикийцев.
На начальном этапе восстания ионийские греки освободили от персов почти все важные города на Геллеспонте и Босфоре, в том числе и Византий, где утвердился милетский тиран Гистией. Он захватывал торговые суда, плывшие через пролив, участвовал в небольших стычках с отрядами персов, но когда узнал о судьбе разрушенного Ахеменидами Милета, то покинул Византий и вскоре был казнён. В течение 494—493 годов до н. э. персидские войска при поддержке финикийского флота восстановили своё владычество на всём побережье Малой Азии, берегах Геллеспонта, Пропонтиды и Босфора, разрушив при этом Перинф, Селимбрию и Византий (жестокую расправу чинили в основном финикийцы, которым персы доверили карательную операцию в непокорных греческих колониях). По словам Геродота, часть жителей Византия и Халкидона, особенно из числа купцов, всё же бежала в Месембрию.

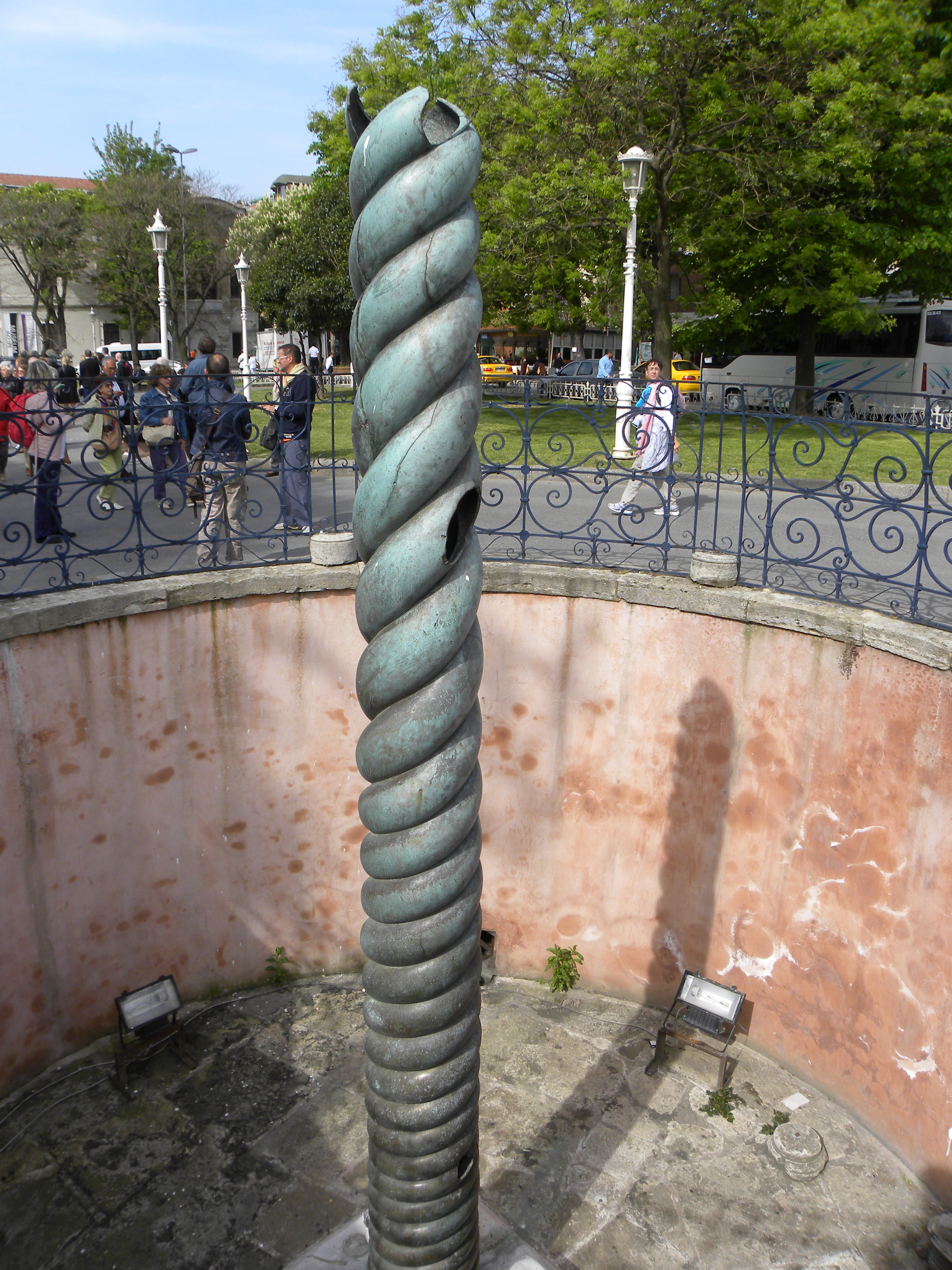
Змеиная колонна в Стамбуле, изначально созданная из оружия погибших в битве при Платеях персов

Более десяти лет Византий находился под властью большого персидского гарнизона, который осуществлял строгий контроль над торговым путём через Босфор. Как писал Геродот, Ксеркс I во время подготовки переправы через Геллеспонт своими глазами видел караваны гружённых зерном судов, шедших из Понта в Грецию и Малую Азию, и прекрасно понимал важность господства над проливами. После побед при Платеях и Микале в 479 году до н. э. греки приступили к освобождению черноморских проливов (полководец Артабаз I бежал из Греции в Азию не через Геллеспонт, а через Византий, превращённый персами в свой опорный пункт). Весной 478 года до н. э. греческий союзный флот под командованием спартанского полководца Павсания двинулся к Геллеспонту и после недолгой осады овладел Византием. Отныне борьба за контроль над городом развернулась между Афинами и Спартой (интересы последней представлял ставший тираном Византия Павсаний). Античные историки по-разному освещают срок правления Павсания: одни утверждают, что его власть над Византием длилась не более года, другие считают, что он правил около семи или десяти лет.

## Эпоха противостояния Афин и Спарты
Афины с их сильным флотом были традиционно связаны с понтийской торговлей, завися от поставок понтийского зерна, а Спарта вела довольно незначительную торговлю на Востоке. Некогда почитаемый Павсаний стал вести разгульную жизнь, превратившись из храброго военачальника в надменного и честолюбивого политика. Он проводил переговоры о союзе с персами, хотел жениться на персидской царевне, отпустил на волю всех знатных персов, захваченных при взятии Византия, и даже мечтал стать правителем Спарты, чем настроил против себя не только рядовых жителей города, но и своих бывших союзников. Узнав о тайных контактах своего наместника с врагом, власти Спарты вызвали Павсания на родину, где он сумел, однако, добиться оправдания (уезжая, Павсаний оставил в Византии вместо себя эретрийца Гонгила, которому подчинялся гарнизон, а направленного вместо Павсания спартанца Доркиса не приняли союзники). Вскоре Павсаний без разрешения спартанского правительства вернулся в Византий, но не смог удержать власть в городе (фактически Афины закрывали глаза на присутствие в Византии Павсания, который к тому же своей борьбой за власть ослаблял силы Спарты). В итоге Павсаний был вынужден вернуться на родину, где в 467 году до н. э. и принял мучительную смерть.
Тем временем Афины сочли момент благоприятным и примерно в 470—469 году до н. э. захватили Византий, присоединив его к Афинскому морскому союзу. Флот афинян господствовал на море и решительно пресекал попытки союзных городов добиться самостоятельности. Под контролем Афин находились торговля союзных городов и морской путь через Босфор, а Византий стал играть роль опорного пункта Афинского морского союза в причерноморской торговле (особенно с Боспорским и Одрисским царствами). Середина V века до н. э. стала временем бурного роста и процветания города. В гавани строились склады для хранения товаров, торговая жизнь настолько оживилась, что в обиход широко вошло слово προυνίκους — грузчик (эта профессия была настолько типична для Византия, что название «грузчик» превратилось в кличку для самих византийцев), а пошлина за право захода в порт стала главным источником благосостояния Византия (в это время уже существовал обычай даровать иностранцам в виде почётной привилегии право свободного пользования гаванью города). Ранее игравшая ведущую роль в жизни Византия и окрестностей землевладельческая знать постепенно уступила первенство купцам, ремесленникам и мореходам (таким образом пришлые элементы потеснили потомков первых колонистов, составлявших костяк местной аристократии). Византий был в числе тех городов Афинского морского союза, которые долгое время выплачивали Афинам самый большой форос (больше платили лишь Тасос, Парос и Эгина, а, к примеру, соседний Халкидон платил почти вдвое меньше, чем Византий). Суда и воины Византия участвовали в военных экспедициях Афин по усмирению непокорных городов морской державы.
По примеру Афин в Византии произошла замена олигархического правления рабовладельческой демократией, сопровождавшаяся острой социальной борьбой между землевладельческой аристократией и демосом. Носителем верховной власти стало всё свободное население города, народное собрание принимало законы, объявляло войны и заключало перемирия, ведало международными отношениями (с фракийскими племенами и греческими государствами), продажей и арендой общественных земель, устанавливало налоги и монополии на некоторые виды деятельности, даровало гражданские права. Вторым по важности законодательным органом власти был совет (др.-греч. βουλά), рекомендации и решения которого подлежали утверждению народным собранием. Часть прежних олигархов приняла новый порядок и занялась торговлей, но многие были настроены враждебно и затаили обиду. Случай выступить против демократии и Афин представился им во время восстания, поднятого олигархами Самоса, которые мечтали отнять у афинян гегемонию в Эгейском море и вынашивали планы установления контроля над черноморскими проливами (ради этого самосцы заручились поддержкой персов и части византийских олигархов, недовольной демократией). Когда в 440—439 годах до н. э. самосские олигархи открыто восстали против Афин, Византий поддержал мятежников. Город активно не участвовал в войне, но заявил о своём выходе из союза и отказался вносить форос в союзную казну. После подавления восстания Самос был сурово наказан, но Византию удалось избежать жестокой кары (Афины, заинтересованные в лояльности византийской верхушки, лишь немного повысили сумму фороса (менее чем на три таланта) и отторгли от Византия некоторые его владения, в частности, город Каллиполь, после чего Византий вновь стал важным торговым центром державы).

Греция и Малая Азия накануне Пелопоннесской войны

В преддверии и годы Пелопоннесской войны значение торгового пути через черноморские проливы сильно возросло, и Афины ужесточили контроль над Геллеспонтом и Босфором. Сторожевая служба (έλλησποντοφύλακες) строго следила за тем, чтобы через проливы проходили только суда афинян и их союзников. В порт Византия свозилось всё зерно с берегов Северного Причерноморья, и уже отсюда его распределяли по городам Афинского морского союза. В 416 году до н. э. византийские войска при поддержке отрядов фракийцев нанесли тяжёлое поражение вифинцам, напавшим на союзный Халкидон. После поражения в Сицилийской экспедиции кончился период безраздельного владычества Афин на море, и Афинский морской союз стал распадаться (в 412 году до н. э. на сторону Спарты перешли Хиос, Лесбос, Эрифры, Клазомены, Теос и Милет). В 411 году до н. э. небольшая эскадра под командованием мегарского полководца Геликса легко овладела Византием, давно питавшим недовольство финансовыми поборами и торговыми ограничениями Афин (в 430 году до н. э. сумма фороса превысила 21 талант, а в 413 году до н. э. форос был заменён пятипроцентной пошлиной на все ввозимые и вывозимые товары). Проливы перешли под контроль Спарты, верховная власть в Византии оказалась в руках спартанского наместника Клеарха, который не слишком вмешивался во внутренние дела города, а Халкидон захватили персы.
Предвидя угрозу голодной блокады и истощения своей казны от потери контроля над проливами, Афины собрали все свои уцелевшие военные корабли и снарядили экспедицию для освобождения важнейшей для них торговой артерии. После нескольких морских сражений в конце 411 — начале 410 годов до н. э. (особенно в ключевой битве при Кизике) афиняне нанесли поражение флоту пелопоннесцев, которых поддержали персы. Изгнав спартанцев из проливов, полководец Алкивиад не стал осаждать хорошо укреплённый Византий, а создал в наиболее узком месте Босфора (у Хрисополя на азиатском берегу) укреплённую таможню. Место было выбрано крайне удачно, так как сильное течение относило проходящие мимо суда к прибрежной крепости, что сводило возможность проплыть мимо таможни незамеченным к минимуму. Афиняне взимали десятипроцентную пошлину со стоимости всех провозимых товаров, наглядно демонстрируя серьёзность своих намерений с помощью постоянно курсировавшей по Босфору эскадры из 30 кораблей. Проливы вновь оказались под контролем Афин, а ценность спартанского присутствия в Византии сошла на нет.
В 408 году до н. э., после того как Алкивиад нанёс поражение персидскому сатрапу Малой Азии Фарнабазу и восстановил власть Афин над Халкидоном, его флот начал осаду Византия. Вскоре гарнизон Клеарха, состоявший из спартанцев, беотийцев и мегарцев, столкнулся с угрозой голода и конфисковал имевшиеся в городе запасы продовольствия, что вызвало антиспартанские настроения у жителей Византия. Этим воспользовался Алкивиад, установивший контакты с недовольными спартанским присутствием горожанами (среди них было много торговцев, терпевших значительные убытки от наличия афинской таможни у Хрисополя). Клеарх, передав командование союзным полководцам Геликсу и Кератаду, отправился просить деньги у Фарнабаза. Афиняне прибегли к военной хитрости: сделали вид, что сняли осаду и начали отвод флота, а сами ночью предприняли атаку на гавань. Пока гарнизон отражал угрозу со стороны моря, союзники Алкивиада открыли ворота со стороны суши, и в Византий ворвались ждавшие этого момента афинские воины (по словам Диодора — перелезли через стены). В уличных боях приняли участие не только спартанцы и афиняне, но и сторонники обоих лагерей из числа византийцев. Когда Алкивиад объявил, что в случае прекращения сопротивления никто из жителей Византия не будет наказан победителями, чаша весов склонилась на сторону афинян, которые без труда уничтожили спартанский гарнизон.
В конце Пелопоннесской войны спартанцы всё же установили своё господство в Эгейском и Мраморном морях. В 405 году до н. э. их флот под командованием Лисандра захватил Византий, воспользовавшись помощью сторонников Спарты из числа местных олигархов, которые открыли ворота города. Часть населения Византия, поддерживавшая демократию, успела бежать в Афины и Боспорское царство (не оказавшие существенного сопротивления и сдавшиеся в плен воины гарнизона были высланы в Афины). Спартанцы не раздумывая уничтожили демократический строй и восстановили власть олигархии, но реальным хозяином города сделался спартанский наместник (гармост), правивший с помощью подконтрольного правительства. Прекращение торговли с Афинами негативно сказалось на благосостоянии большого числа местных торговцев, ремесленников и рабочих порта. Недовольство демоса, волнения окрестных фракийских племён, воспользовавшихся внутренней борьбой среди византийцев, и ненадёжное наёмное войско, частично укомплектованное из тех же фракийцев, привели к тому, что опасавшиеся бунта олигархи Византия запросили увеличения спартанского гарнизона и возвращения в город знакомого им Клеарха.
Клеарх во главе большого отряда спартанцев вступил в Византий, собрал на встречу всех местных военачальников и неожиданно перебил их. Затем он казнил многих представителей гражданских властей, которые ранее выказывали антиспартанские или демократические настроения, а также убил или изгнал из Византия многих богатых горожан, присвоив их имущество. Тирания Клеарха оказалась настолько жестокой, что вскоре против него ополчилась даже часть олигархической партии, начавшая слать жалобы в Спарту. Слишком самостоятельный наместник Византия разругался даже со спартанским правительством, и в 403 году до н. э. был изгнан из города новым гармостом Панфидом. Постепенно Византий превратился в важный военный форпост Спарты и место базирования части спартанского флота. С конца V века до н. э. и вплоть до периода правления императора Галлиена Византий с небольшими перерывами чеканил свою монету (в период греко-персидских войн из всех крупных греческих городов только Спарта и Византий не чеканили свою монету; в Византии это было обусловлено монопольным положением кизикского статера, но с ростом торгового значения города власти приступили к выпуску собственных монет). Византий чеканил серебряные, медные, а также железные (как в Спарте, Мегарах и Аргосе) монеты. Серебряные использовались для расчётов с другими государствами, для уплаты фороса, дани и жалования войскам, а медные и железные имели хождение только внутри города (железные деньги чеканились преимущественно в периоды войн и финансовых затруднений).
В 400 году до н. э. в Византии произошли столкновения между спартанцами и греческими наёмниками, участвовавшими в походе персидского сатрапа Малой Азии Кира Младшего (они были набраны с молчаливого согласия Спарты в различных городах Пелопоннеса, многие из них были выходцами из Спарты). После гибели Кира и примкнувшего к нему Клеарха отряды наёмников под командованием Ксенофонта добрались до Византия, но командующий спартанским флотом (наварх) Анаксибий и наместник города Клеандр под предлогом военного построения вывели их за городские стены и закрыли перед ними ворота. Тогда наёмники силой прорвали оборону Византия, подвергли город разграблению и вскоре двинулись во Фракию. Внутренние смуты, частые смены власти и осады внешних врагов, а также потеря афинского рынка зерна привели к упадку торговли и ремёсел Византия, который прежде славился именно как посредник в понтийской зерновой торговле между Афинами и Боспорским царством (объём рынка Спарты не шёл ни в какое сравнение с ёмким рынком Афин; для спартанцев проливы и Византий имели главным образом стратегическое, а не экономическое значение). С каждым годом спартанского владычества в проливах казна Византия всё более пустела, лишённая притока торговых и портовых сборов, что привело к усилению проафинских настроений среди жителей города.
Во время Коринфской войны Афинам удалось восстановить свой флот и лишить Спарту превосходства на море. В 389 году до н. э. жители Византия с радостью встретили большую афинскую эскадру под командованием Фрасибула, который изгнал спартанского наместника, ликвидировал олигархический строй и вернул демократическое правление. Фрасибул учредил в Византии новую таможню, взимавшую с торговых судов десятипроцентную пошлину за проход через проливы, причём право взимания этой пошлины афиняне передали на откуп византийцам. Таким образом Афины вернули себе контроль над черноморскими проливами, жизненно необходимыми для их торговли, повысили торговое значение Византия и соответственно благосостояние его жителей, а также создали очень важную связь с Византием, базировавшуюся на обоюдной экономической заинтересованности. Оживление торговли и ремёсел привело к наступлению полосы нового подъёма и процветания. Купцы Византия имели контакты не только с давними партнёрами (городами материковой Греции, Пропонтиды и Понта Эвксинского), но и активно осваивали относительно новые рынки (торговые центры Малой Азии и южной части Эгейского моря). Многим византийским купцам Афины даровали проксению и другие привилегии. Возросла роль менял и ростовщиков: многочисленные меняльные лавки (τραπέζαι) занимались не только разменом денег, но и кредитовали купцов и власти города, а также принимали участие в откупе таможенного сбора за проход через проливы (система откупов существовала и в кредитном деле, когда одной меняльной конторе или объединению менял отдавали на откуп весь рынок размена денег и сопряжённые с этим операции).

Территория Второго афинского морского союза в 362 году до н. э.

К моменту заключения Анталкидова мира (387 год до н. э.) Византий фактически являлся независимым государством и самостоятельно вступал в различные союзы (находясь параллельно в союзе с Афинами). Анталкидов мир лишь подтвердил ту автономию, которой Византий уже реально пользовался. В 378 году до н. э. Византий и другие греческие полисы с демократическим устройством приняли решение заключить союзный договор с Афинами, воевавшими со Спартой, создав таким образом Второй афинский морской союз (ядро союза составили Хиос, Митилена и Византий). В отличие от прежнего союза теперь несколько десятков присоединившихся городов обладали закреплённой в соглашении автономией во внутренних делах и вносили добровольные взносы на военные нужды союза, а в компетенцию Афин входили главным образом вопросы внешней политики. Общесоюзными делами согласованно ведали афинское народное собрание и синедрион союзников, постоянно заседавший в Афинах. Византий получил защиту от посягательств Спарты и необходимые условия для развития торговых связей. Но вскоре стремление к гегемонии возобладало, и Афины вновь стали вмешиваться во внутренние дела Византия, вызвав тем самым рост антиафинских настроений среди горожан.
В 364 году до н. э. в черноморские проливы прибыла фиванская эскадра под командованием Эпаминонда, и Византий вышел из Второго афинского морского союза, решив в дальнейшем опираться на поддержку влиятельных Фив (из союза вышли также Хиос, Родос и Митилена). Однако Афины выслали к непокорному городу большой флот под командованием Тимофея и силой вернули Византий в лоно союза. С тех пор отношения Афин и Византия перестали быть дружественными, афинянам приходилось регулярно посылать в проливы свои военные суда для охраны морских караванов с зерном (о напряжённых отношениях между бывшими союзниками говорит тот факт, что даже военный флот Афин перебазировался из гавани Византия в порт Иерон на азиатском берегу Босфора). Формально находясь в составе Афинского союза, Византий проводил профиванскую политику и даже после крушения фиванской гегемонии всячески пытался помочь Фивам (во время Третьей Священной войны Византий финансировал беотийцев в их борьбе с фокидянами).

## Обретение независимости и противостояние с Македонией
В 357 году до н. э. Византий заключил союз с некоторыми городами (Хиос, Родос, Кос, Селимбрия и Халкидон), которые, как и он, стремились разорвать тягостные союзные отношения с Афинами. Когда Афины направили против них свой флот, ему не удалось одержать победу и овладеть Византием. Отныне Афины навсегда утратили превосходство в черноморских проливах и контроль над Византием, который богател на транзитной торговле боспорским зерном. Постепенно важными источниками доходов для византийской казны становились работорговля и государственные монополии на рыбный промысел, солеварение (это наиболее ранние из известных в античном мире монополий на данные виды деятельности) и обмен денег. Своевременно реагируя на постоянно возрастающий объём торговли, всё более расширялся и порт Византия, принимавший суда всех крупнейших торговых центров Средиземного и Чёрного морей. Значительную часть доходов власти города направляли на содержание собственного мощного флота и сильной армии, которые помогали Византию постепенно расширять своё влияние на соседние прибрежные районы Пропонтиды (в частности, к середине IV века до н. э. под контролем Византия оказались Халкидон и Селимбрия). Кроме того, немалые средства шли на строительство городских укреплений, причалов, маяков и военных судов, расширение и обустройство гавани, производство оружия и боеприпасов, а также на военные походы против фракийских племён. На нужды гражданского строительства (храмов, стадионов, гимнасиев) и государственных праздников также требовались крупные суммы, поэтому зажиточных горожан власти облагали дополнительными сборами в виде литургий и триерархий.
Землевладельческая знать почти полностью утратила своё былое влияние, уступив первенство торговцам, владельцам судов и мастерских. Гражданскими правами обладала небольшая часть горожан, так как их были лишены многочисленные в Византии рабы и метеки (в периоды особой нужды власти Византия продавали право гражданства метекам, среди которых встречались богатые купцы и ростовщики). Дешёвый рабский труд, широко распространённый в сельском хозяйстве и ремесленном производстве, негативно сказывался на положении свободных крестьян и ремесленников. Рабы трудились не только в порту, на галерах, непосредственно прилегавших к городу полях и пастбищах, но и во владениях Византия на азиатском берегу Босфора, в Мизии и Троаде (об их продолжительном существовании писали Полибий и Страбон). К этому периоду истории города относится рассказ Исихия Милетского о византийском стратеге Протомахе, который жестоко подавил восстание фракийцев, обратив их в рабство (в ознаменование этой победы в городе даже был воздвигнут бронзовый памятник). Со второй половины IV века до н. э. в результате сближения Византия с влиятельным Родосом изменился и весовой стандарт византийских монет: от персидской системы город перешёл к чеканке монет родосского стандарта. На монетах, кроме монограмм, стали появляться полное название города и имена некоторых магистратов (как, например, в III веке до н. э. имена Гекатодора и Олимпиодора). На рубеже IV—III веков до н. э. имущественное расслоение различных категорий жителей Византия (особенно полярно расположенных друг к другу — крупнейших купцов и городской бедноты) нередко приводило к острым социальным конфликтам.
Только окрепнув и достигнув благосостояния, Византий столкнулся с территориальными притязаниями со стороны Македонии, которая устанавливала свою гегемонию над Грецией, и скифов. Когда войска Филиппа II вторглись в Южную Фракию, он сделал Византий своим союзником в борьбе с фракийским царём Керсаблептом. Но, одержав победу, македоняне стали открыто претендовать на господство в проливах. Флот Филиппа II стал чинить препятствия торговым судам, захватывать их, таким образом причиняя ущерб Византию. Это не могло не сказаться на позиции городской верхушки, которая стала склоняться к союзу с Афинами против Македонии. Когда Филипп II потребовал от Византия участия в войне против Афин, тот отказался. Тогда же для возобновления нормальных отношений в Византий прибыл Демосфен (он же для борьбы с македонской угрозой призвал в коалицию Родос, Хиос и Персию). В 340 году до н. э. македоняне осадили Перинф, на помощь которому поспешили войска союзного Византия и отряд наёмников персидского царя Артаксеркса III. Тогда Филипп II разделил свою армию и, не снимая осады Перинфа, напал на почти беззащитный Византий. Благодаря героизму гарнизона и мудрости руководителя обороны Леона Византийского город смог отбить неожиданный штурм и последовавшую за ним упорную осаду. По одной из легенд, защитникам Византия покровительствовала Артемида, осветившая чудесным светом город и тем самым разбудившая жителей во время ночной атаки противника (это нашло отражение даже на монетах Византия).
Упорное сопротивление дало возможность Византию продержаться до прибытия подкрепления из Хиоса, Родоса, Коса и Афин, что вынудило Филиппа снять морскую осаду города. Однако он усилил осаду со стороны суши и с помощью подложного письма оклеветал в измене Леона Византийского, который не стал ждать самосуда и повесился. Македоняне стянули к стенам Византия самые мощные осадные орудия, построили мост через Золотой Рог для снабжения войск и разорили все окрестности города, но господствовавший в проливах флот союзников регулярно доставлял в Византий провизию и воинов. Защитники города мужественно отражали все атаки врага и вовремя ликвидировали подкопы под стенами, а армия Филиппа Македонского начала уставать от затянувшейся осады. В конце концов Филипп II был вынужден снять осаду и отступить, потеряв почти весь свой флот, разбитый афинянами. Но и Византий понёс серьёзные потери — погибли тысячи жителей, были разрушены многие здания, существенно пострадали городские стены и башни. Закончив реконструкцию оборонительного кольца и пострадавших строений, жители Византия воздвигли в городе статую и храм Гекаты Светоносной, ставшей с тех пор самой почитаемой богиней. Согласно легенде, она в решающую ночь обороны Византия, желая предупредить об опасности, зажгла факел, и защитники города были подняты на ноги лаем собак (эта легенда переплетается с похожей легендой об Артемиде, что в дальнейшем нашло отражение в сближении их культов, но античные историки приводят эти легенды как две разные истории). Кроме того, по свидетельству Демосфена, благодарные византийцы и перинфяне поставили три колоссальные мраморные скульптуры в честь своих союзников-афинян.

## Эллинистическая эпоха

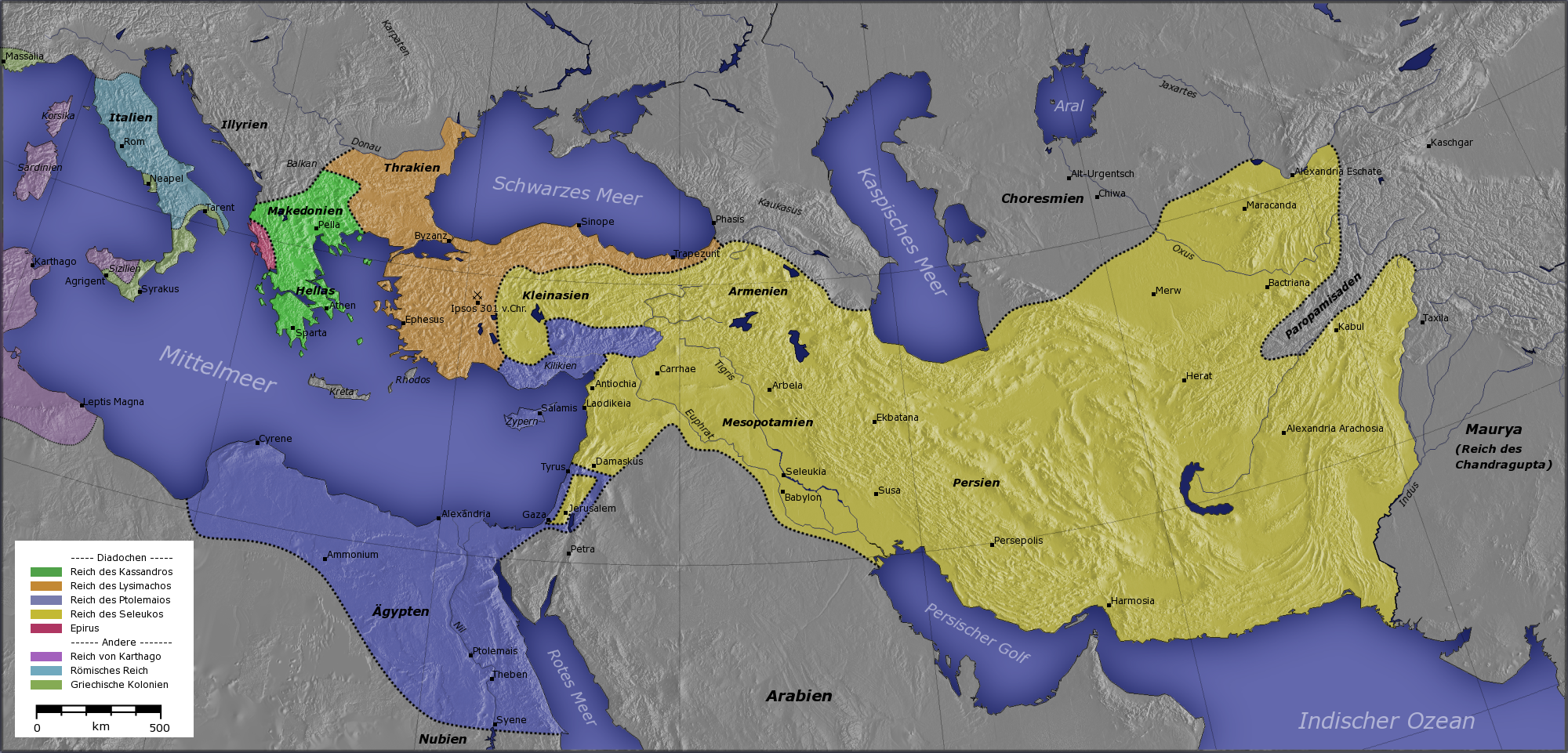
Эллинистический мир на рубеже IV и III веков до н. э.

Победа Византия повысила его престиж в глазах соседей, усилила роль города в политической жизни греческих государств и ещё более укрепила независимое положение Византия в качестве свободного торгового полиса. Византий сохранил независимость даже в период создания Коринфского (или Эллинского) союза, который объединил под властью македонян большую часть Греции. Правда, Византий поддержал завоевательные походы Александра Македонского, который никогда не посягал на самостоятельность города (купцы Византия были заинтересованы в хороших отношениях с огромной империей и даже предоставляли свои суда для нужд Александра). В неспокойный период распада империи Александра Македонского Византий благодаря своему экономическому значению, военной мощи и искусной дипломатии придерживался нейтралитета, сохраняя при этом полную независимость. Город даже отказал послам могущественных диадохов Лисимаха и Антигона I Одноглазого, которые пытались присоединить Византий к своим державам или хотя бы подписать с ним союзные договора (глубоко уязвлённый отказом византийцев, Лисимах всё же не решился на военные действия, а с Антигоном Византию даже удалось сохранить нормальные отношения). В эпоху эллинизма к союзу с Византием, имевшим высокий авторитет в греческом мире, стремились многие влиятельные правители. В 319 году до н. э. Византий помог оружием дружественному Кизику, осаждённому сатрапом Геллеспонтской Фригии Арридеем, который после угроз со стороны Антигона I был вынужден отступить (в ответ и Византий оказывал услуги Антигону, сохраняя при этом нейтралитет). В III веке до н. э. Византий часто выступал в роли посредника в спорах и войнах между эллинистическими державами.
В 278 году до н. э. окрестности Византия сильно пострадали в ходе нашествия галатов, племена которых совершали опустошительные набеги на Балканы и Малую Азию (один из отрядов под командованием Леоннория и Лотария разорил прилегающие к городу поля и разрушил небольшие крепости). Византийцам удалось откупиться от галатов (огромную по тем временам сумму собирали даже в союзных городах), однако это была лишь временная мера. После того как галаты покорили соседние с Византием фракийские племена, они создали свою державу, простиравшуюся от берегов Дуная до Босфора. Отряды галатов постоянно разоряли соседей Византия, а сам город почти полстолетия был вынужден платить всё возраставшую дань предводителям галатов (эта дань не была регулярным налогом, она скорее походила на подарки, которыми Византий пытался задобрить галатов, и колебалась от 3 до 10 тыс. золотых). В середине III века до н. э. усилению влияния Византия в западной части Понта попытались воспрепятствовать Галатис (Каллатис или Каллатия) и его союзник Истрия, но они были разбиты византийскими войсками, которые разорили окрестности городов. В 260 году до н. э. попытку захватить Византий предприняли войска Селевкидов, но осада не удалась. Жители города оказали решительное сопротивление Антиоху II, на помощь к ним пришли отряды дружественных городов Пропонтиды и Понта (одна только Гераклея Понтийская отправила 40 судов), и вскоре войска Селевкидов были вынуждены отойти от мощных стен Византия. Значительные военные расходы и обременительная дань галатам опустошили казну Византия, вынудив власти города начать взимать пошлину с торговых судов, проходивших через Босфор (она не взималась со времён распада Второго афинского морского союза). Однако эта мера вызвала недовольство со стороны других греческих городов, заинтересованных в сохранении свободного мореплавания проливами.
От имени всех недовольных нововведением к Византию обратились послы ранее дружественного Родоса, но получили решительный отказ. В 220 году до н. э. между Византием и Родосом вспыхнула война. На сторону последнего перешла Вифиния, также заинтересованная в свободе мореплавания черноморскими проливами (союзниками Византия стали пергамский царь Аттал I Сотер, селевкидский полководец Ахей и вифинский аристократ Тибойт). Большое войско царя Прусия I захватило все владения Византия на азиатском берегу Босфора (в том числе порт Иерон) и в Мизии, а мощный флот Родоса под командованием наварха Ксенофонта блокировал Геллеспонт, что сильно ударило по доходам византийцев. После повторного отказа отменить пошлины вифинские войска при поддержке многочисленных фракийских наёмников начали осаду Византия, оставшегося без поддержки извне (в обмен на освобождение отца из египетского плена Ахей перешёл на сторону Родоса, Тибойт умер по пути из Македонии в Византий, а греческие города Понта нейтралитетом выразили своё несогласие с фискальной политикой Византия). Когда галатский царь Кавар, опасавшийся потерять своего крупнейшего данника (к 220 году до н. э. дань возросла до огромной суммы в 80 талантов), выступил посредником между враждующими сторонами, Византий был вынужден пойти на уступки и отказаться от взимания пошлин с кораблей, получив взамен свои азиатские владения. Но вскоре для Византия наступило облегчение — город перестал выплачивать дань галатам, разбитым и истреблённым усилившимися фракийцами.
| |
| Серебряная тетрадрахма, которую чеканили в Византии во II веке до н. э. от имени Лисимаха. На аверсе изображена голова Александра Македонского, на реверсе — сидящая на троне Афина Никифорос, одной рукой опирающаяся на щит, а в другой держащая Нику. Отличительным знаком византийских монет является трезубец с двумя дельфинами по сторонам рукояти, помещённый в нижней части. |

В эпоху эллинизма на монетах Византия наряду с дельфином стали чеканить изображения богов, прежде всего Деметры в венке из колосьев, Посейдона с трезубцем, Аполлона в лавровом венке, Афины Паллады в коринфском шлеме, Диониса с виноградной лозой, а также рог изобилия и вершу. В этот период Византий для удобства международных расчётов чеканил монеты, аналогичные царским. Самым распространённым типом монет Византия в эпоху эллинизма были серебряные и золотые статеры с именем Лисимаха. Даже несмотря на то, что Византий отказался войти в государство Лисимаха, монеты город чеканил по образцу монет этого монарха (таким образом, византийские лисимаховские статеры стали самой ходовой монетой Причерноморья, особенно в Крыму и на Кавказе, а в Боспорском царстве с конца III века до н. э. и вплоть до эпохи Митридата VIII золотые монеты византийской чеканки составляли основу золотого обращения и были более известны, чем боспорские статеры). Кроме чеканки собственных монет, Византий широко использовал при помощи надчеканки монеты других государств, нанося на них буквенные монограммы, значки, изображения дельфина, грозди винограда или амфоры (указанные надчеканки встречаются на монетах Птолемея I Сотера и Лисимаха). В периоды финансовых трудностей византийцы надчеканивали и свои деньги, например, при изменении номинала монеты для повышения её стоимости. Во второй половине III века до н. э. монетный союз Византия и Халкидона породил совместные медные монеты, о чём свидетельствуют надписи на них, состоящие из названий обоих городов (ΒΥΣΑΝ ΚΑΛΧΑ). Месембрия и Одессос по примеру боспорских царей чеканили монеты такого же типа, как и Византий.
Конец IV и весь III век до н. э. были периодом экономического расцвета Византия, роль которого в понтийской торговле в эллинистическую эпоху только возросла. Область его торговых сношений охватывала весь Понт и города Эгейского моря. На первое место во внешней торговле, оттеснив Афины, выдвинулся Родос (дружественные отношения Родоса с Византием быстро восстановились даже после непродолжительной войны, вспыхнувшей между государствами в 220 году до н. э.). Кроме того, византийские купцы поставляли зерно на крупнейший хлебный рынок эпохи эллинизма — остров Делос, а также на Хиос и в Селевкию. Однако, понтийское зерно, бывшее в IV веке до н. э. основной статьёй реэкспорта Византия, в III веке до н. э. отступило на задний план, будучи потеснённым с рынка Греции более дешёвым египетским хлебом. Постепенно Византий превратился в крупный центр работорговли, поставляя невольников из Скифии, Вифинии и Фракии в города Греции. Другими важными товарами, вывозимыми из греческих городов Понта, были скот, солёная и вяленая рыба, мёд и воск. Из Греции через Византий шли оливковое масло, вино, ткани, керамические и металлические изделия. Значительно расширились торговые связи Византия с Фракией (но они часто прерывались из-за военных конфликтов с фракийскими племенами), Египтом (на это указывает широкое распространение в денежном обращении Византия египетских монет, которые имели хождение наравне с византийскими деньгами, а также расцвет в городе культов Сераписа и Исиды) и государством Селевкидов. Продолжали играть значительную роль в экономике Византия различные ремёсла (производство судов, оружия, обуви, тканей, керамических и металлических изделий, продуктов питания, выделка кож, постройка зданий и храмов), земледелие и животноводство (но процветанию сельского хозяйства в окрестностях города мешали частые опустошительные набеги фракийцев).
Эллинистическая эпоха была периодом расцвета в Виза́нтии изобразительного искусства, архитектуры, литературы, точных наук, спорта и музыки. Особенно славилось строительное искусство византийцев, в том числе его крепостные стены с семью башнями и многочисленные храмы (стены которых возводились из полированного камня, помещения украшались картинами, мозаиками и скульптурами). Византий поддерживал широкие культурные связи с державами античного мира; византийские послы, спортсмены, кифареды и артисты принимали участие в общегреческих празднествах (правда, ни один гимнаст из Византия так и не стал победителем Олимпиады). В самом городе регулярно устраивались Дионисии, которые сопровождались театральными постановками, и Боспорий, во время которого проходили состязания по бегу с факелами. Среди современников были известны историк Деметрий Византийский (автор более двадцати книг), поэтесса Миро и поэт Парменон Византийский (их произведения не дошли до наших дней, об этих литераторах упоминают лишь историки).
Агрессивная политика македонского царя Филиппа V вынудила Византий нарушить свой нейтралитет и ввязаться в так называемую Критскую войну на стороне своих давних союзников — Родоса, Пергама, Кизика и Афин. Филипп захватил Халкидон и отторгнул от союза с Византием Перинф, но в 202 году до н. э. союзный флот нанёс поражение македонянам у Хиоса. В итоге Родос обратился за помощью к Риму, а отказ Филиппа прекратить войну привёл к началу Второй Македонской войны. Таким образом, Византий, ранее так горячо ратовавший за недопущение римлян в Грецию, сам превратился в их союзников (с помощью войск Рима византийцы вернули себе Перинф и добились освобождения Халкидона).

## Римская эпоха

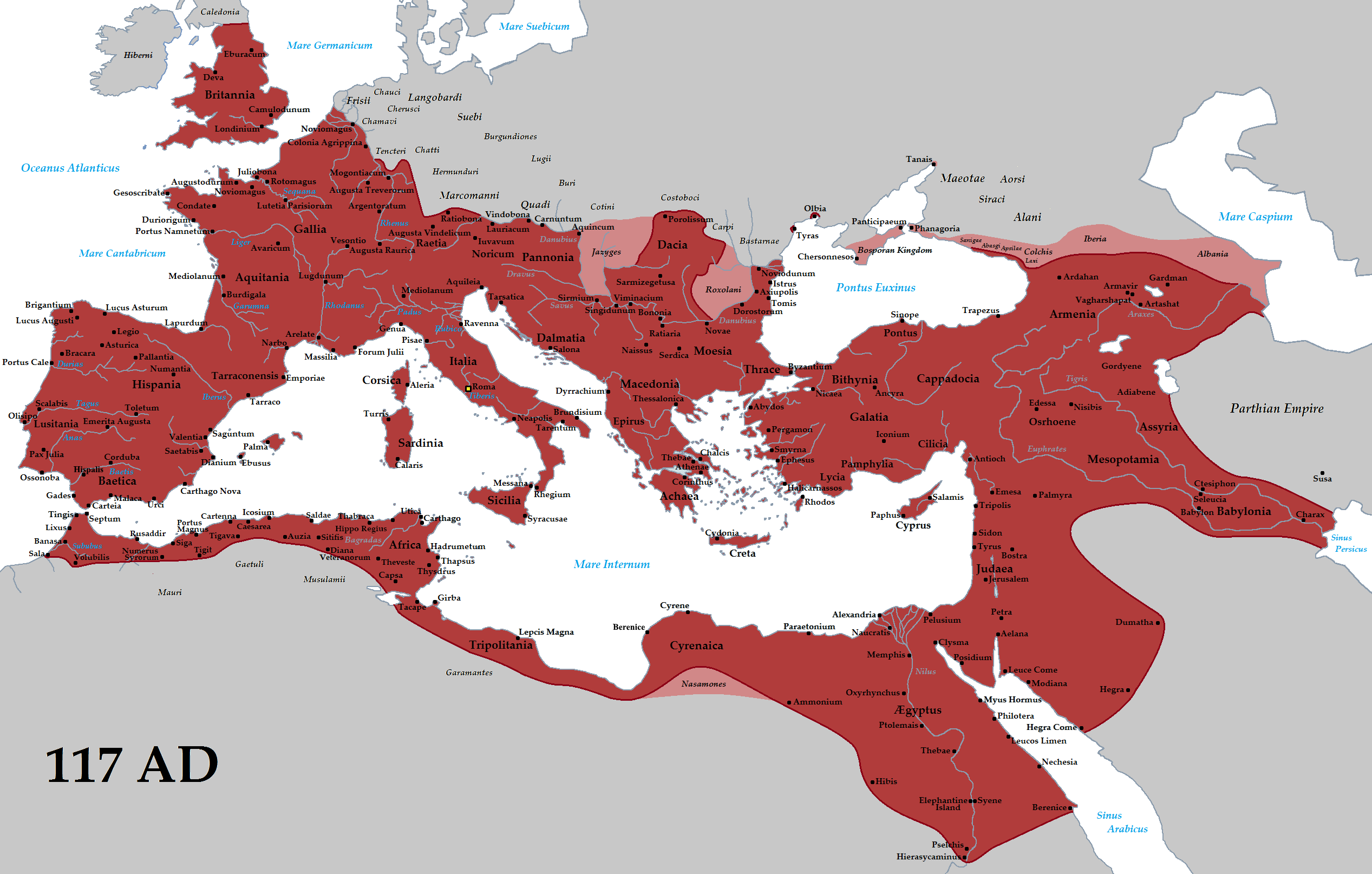
Границы Римской империи в период её наибольшего территориального расширения (начало II века)

На рубеже III—II веков до н. э. в борьбу за господство в восточном Средиземноморье вступил могущественный Рим. Завоевав Фракию и сделав её административным центром Перинф, римляне вплотную приблизились к владениям Византия. Первоначально их отношения складывались благоприятно для византийцев, ведь римляне признавали независимость Византия и его статус свободного города-государства, они объявили Византий своим союзником, покровительствовали византийским купцам и даже сохранили за Византием его доходы от таможенных пошлин. Но с ростом своего влияния в Средиземноморье Рим всё сильнее подчинял себе Византий. Особо не вмешиваясь во внутренние дела города, римляне тем не менее вынудили византийцев уступить им сбор таможенных пошлин с судов, проходивших через Босфор, чем положили начало постепенному превращению вольного города в одно из римских владений.
В начале нашей эры Византий при наличии римского наместника всё ещё сохранял автономию во внутренних делах, но в правление императора Веспасиана город был лишён автономии, и вся полнота власти оказалась в руках наместника. Однако, не желая вызывать недовольство среди жителей такого стратегически важного для римлян торгового центра, императоры вернули Византию автономию в делах городского управления, которая просуществовала до конца II века. Первые два столетия нашей эры стали для Византия периодом процветания, экономического роста, бурного развития науки и искусства. Особенно славились византийские архитекторы и строители, которых приглашали для возведения храмов и крепостей во многие города Причерноморья. В Византии той поры жили известные учёные, в том числе историк и географ Дионисий Византийский, а также поэты, прозаики, философы, музыканты, актёры и скульпторы. Вдоль пролива располагались 29 крупных святилищ, построенных в эллинистическую и римскую эпохи. Кроме того, в Византии и Халкидоне образовались христианские общины, здесь проповедовали Андрей Первозванный (по традиции он считается первым епископом Византийским, основателем и небесным покровителем Константинопольской православной церкви), Стахий, Онисим, Поликарп I, Плутарх и другие деятели Церкви. В годы епископства Пертинакса на месте современного района Галата были построены новые церковь и резиденция епископа, положившие начало небольшому христианскому анклаву. Размеренное течение жизни нарушилось после смерти императора Коммода.

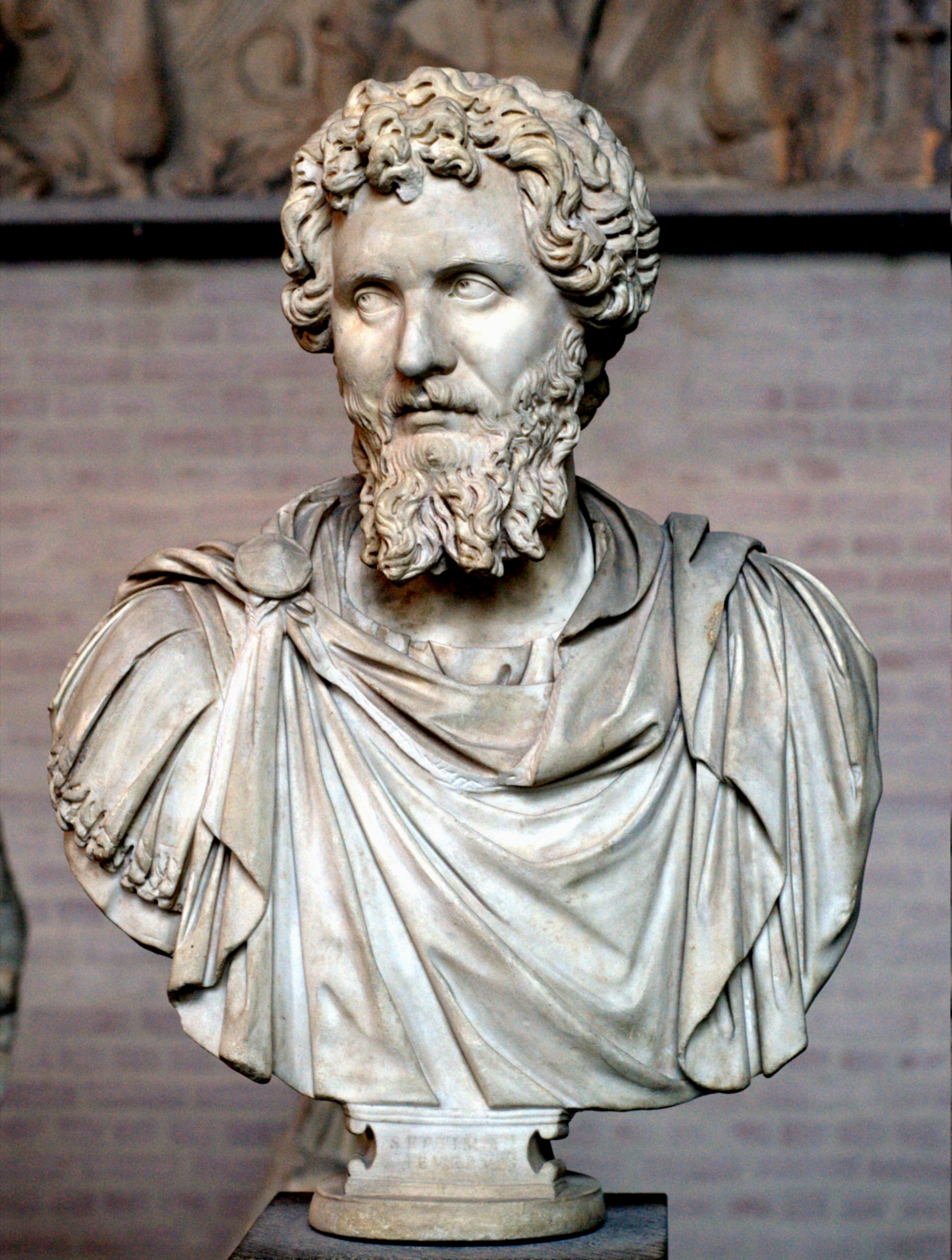
Бюст Септимия Севера

Различные римские легионы почти одновременно провозгласили императорами трёх своих военачальников — легата Британии Клодия Альбина, легата Паннонии Септимия Севера и легата Сирии Песценния Нигера. Септимий Север быстро занял Рим, заключил союз с Клодием Альбином и отправился в поход против Нигера, который к этому времени подчинил себе восточную часть империи. Обычно осторожный и дальновидный в делах политики, Византий на этот раз совершил стратегическую ошибку и поставил на Нигера, оказав ему помощь в борьбе с Севером. После гибели Нигера в 194 году Септимий Север решил наказать всех его сторонников, наложив на них тяжёлую контрибуцию. В 196 году войска Севера осадили Византий, не пожелавший сдаваться без сопротивления. Изнурительная осада длилась три года, доведя население города до крайнего изнеможения. В конце концов голод и отсутствие надежды сломили стойкость защитников Византия, и город сдался на милость победителя.
Септимий Север приказал казнить всех уцелевших воинов и магистратов, разрушить все значительные здания и срыть мощные городские стены, которые многие века оберегали Византий от врагов. Кроме того, он отнял у Византия автономию, подчинив его Перинфу, и принудил жителей платить огромную подать. Некоторое время спустя Север раскаялся в своей жестокости и начал восстанавливать город (историки приписывают заслугу в восстановлении Византия его сыну — будущему императору Каракалле). Однако последствия осады и дальнейшего разрушения оказались столь катастрофичны, что город ещё долго не мог оправиться от тех трагических событий. Он утратил не только былое величие, но и исключительную роль в средиземноморской торговле, погрузившись на столетие в положение прозябающей римской периферии. Упадок Византия ещё более усилился после того, как во время очередной смуты в правление императора Галлиена римские войска вновь опустошили город.
Всё изменилось при императоре Константине I Великом, который решил создать на месте древнего Византия новую столицу Римской империи. Согласно одной из легенд, впервые Константин познакомился с окрестностями Византия, когда расположился рядом с ним лагерем во время войны с Лицинием. Однажды устав от длительной прогулки, Константин прилёг и уснул. Во сне ему явилась знатная, но уставшая женщина, вскоре она превратилась в молодую и красивую девушку, на которую Константин возложил знаки императорской власти. Поражённый сном, Константин трактовал его по-своему — в образе женщины перед ним предстал Византий, которому император должен вернуть величие и богатство. Согласно другому рассказу, во время осады Византия, занятого войсками Лициния, Константин оценил всю выгоду его уникального местоположения и пришёл к выводу, что именно здесь должна располагаться его новая столица. Кроме того, на решение Константина повлияла и неспокойная обстановка в самом Риме, издревле подверженном смутам и заговорам. Как бы там ни было, в 324 году состоялась закладка нового города, который вскоре многократно превзошёл славу своего предшественника. Началось возведение великолепного императорского дворца, для украшения которого из различных мест Греции привезли лучшие произведения искусства, терм, библиотеки и огромного ипподрома.